# Charles Mantelet
Charles Eugène Mantelet (* 10. November 1894 in Paris; † 2. Mai 1955 ebenda) war ein französischer Radrennfahrer.

## Sportliche Laufbahn
Mantelet war im Straßenradsport aktiv. Von 1917 bis 1930 war er Unabhängiger und Berufsfahrer. Er fuhr unter anderem für die deutschen Radsportteams MIFA und Brennabor. 1914 gewann er das Eintagesrennen Paris–Évreux. Seinen bedeutendsten Erfolg hatte er mit dem Sieg bei Paris–Tours 1918 vor Lucien Cazalis.
Zweiter wurde er bei Paris–Évreux 1913, bei Tours–Paris 1918, im Circuit de Champagne 1921 und im Circuit de Paris 1923.

## Berufliches
Nach seiner Karriere als Radprofi war er Autohändler, Schauspieler und Taxifahrer in Paris.